# Obrtlík

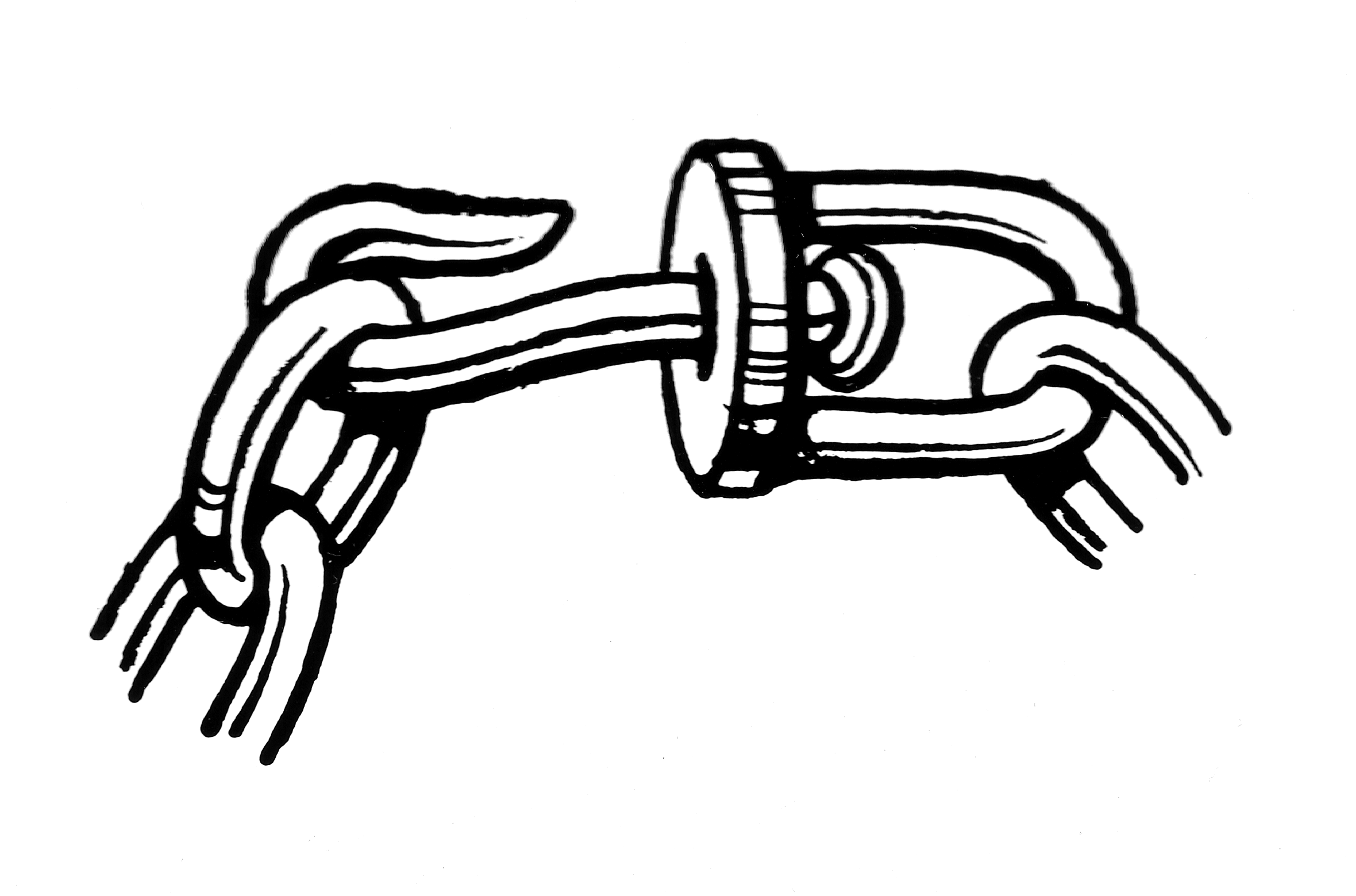
Jednoduchý obrtlík na řetězu

Obrtlík je volně otočný spoj. Jazykově se jedná o zdrobnělinu staročeského slova obrtel. Typů obrtlíků je celá řada podle technických oborů.

## Nejstarší typ
Nejstarší typ obrtlíků bývá lidově označován jako lígr (z německého riegel) nebo šprajc. Jedná se o jednostrannou otočnou kličku, která je přišroubována k podkladu. Má mnohostranné využití, například na venkově pro zajištění dvířek králíkárny.

## Novější typy
K novějším typům obrtlíků patří dvě kovová oka spojená čepem, jenž umožňuje vzájemné otáčení ok proti sobě, často je používán na jachtách.

## Rčení
Rčení „točí se jak na obrtlíku“ se vztahuje k ziskuchtivým, vrtkavým a bezpáteřním osobám.

## Galerie

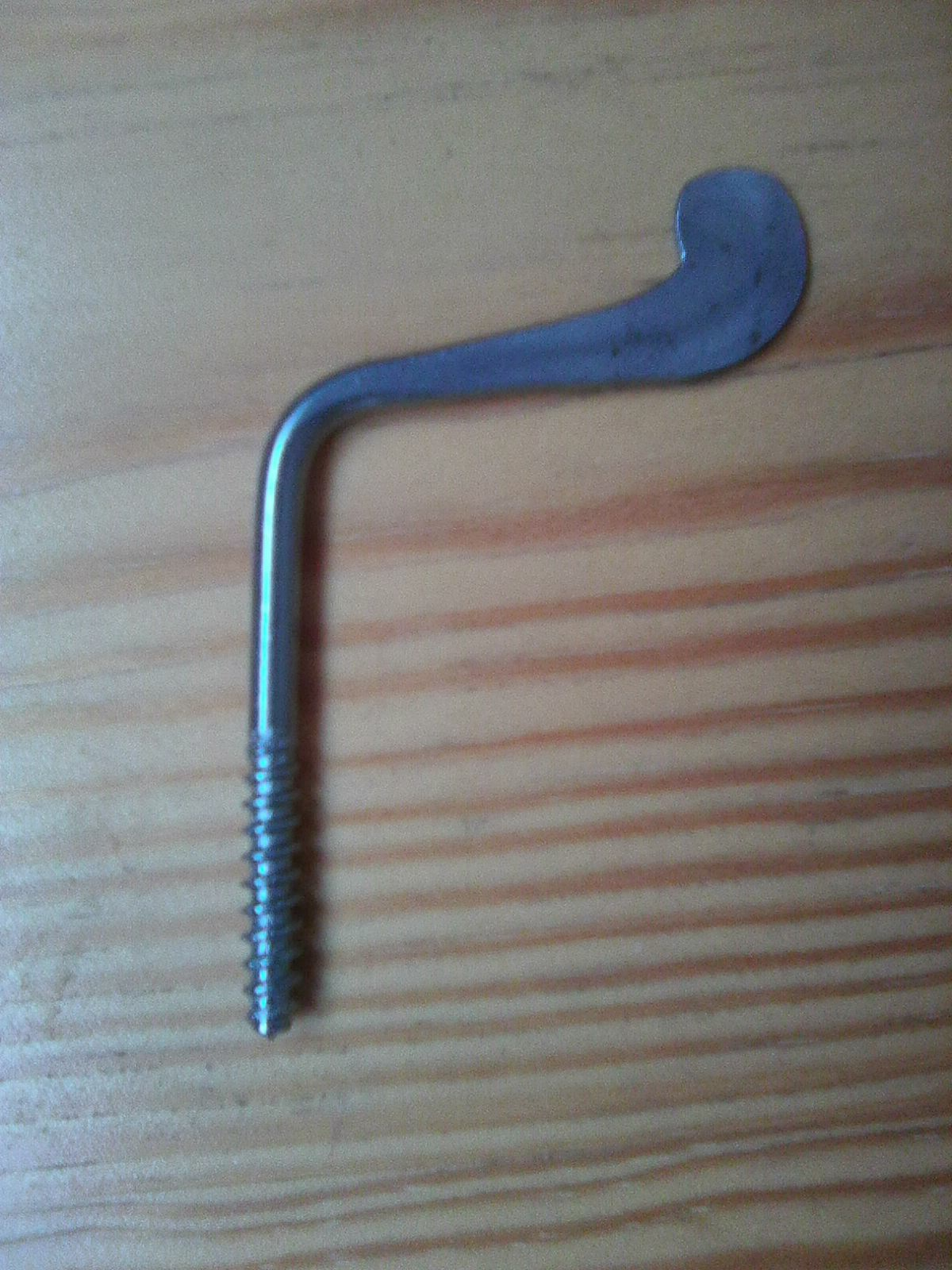
Nespisovný lígr
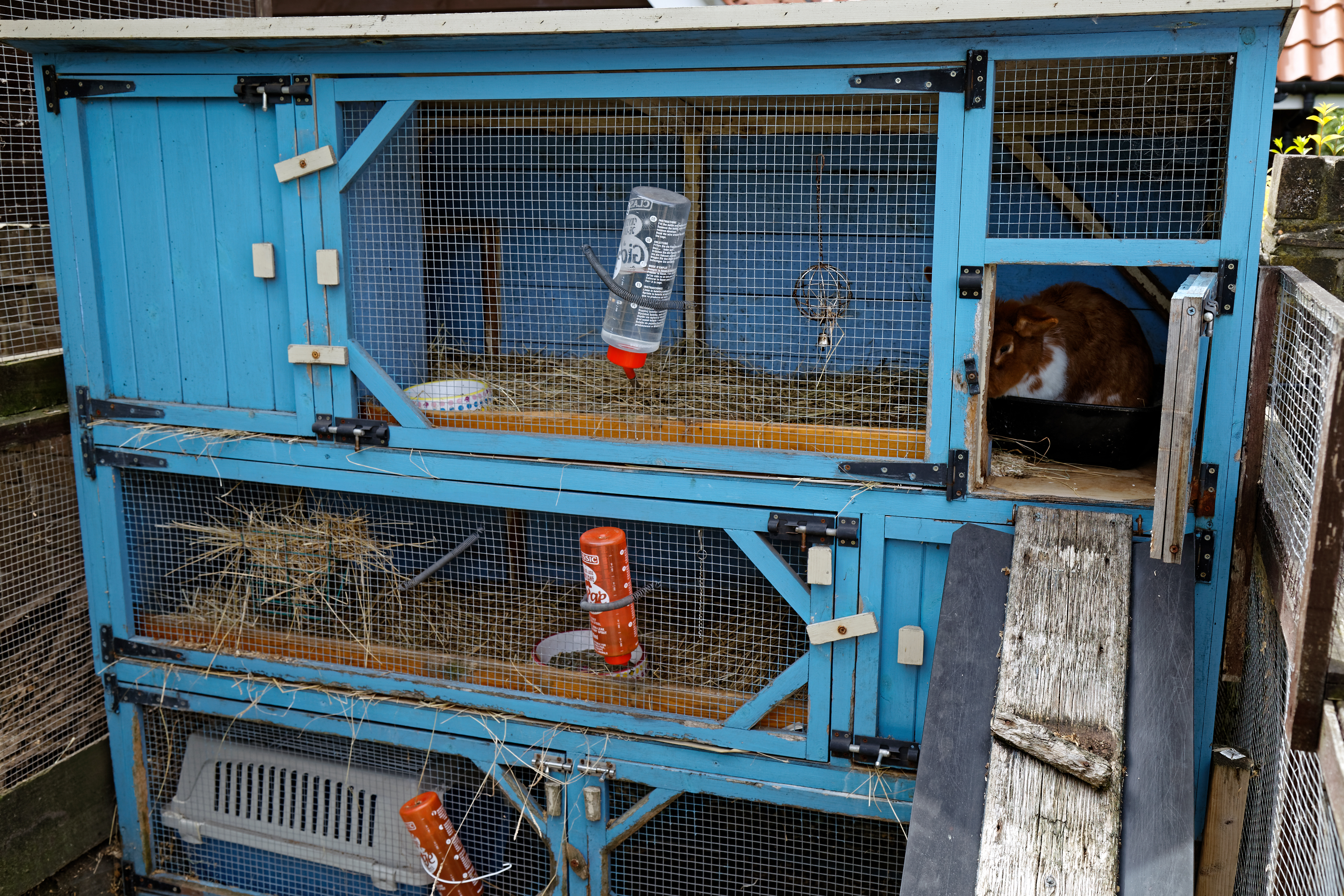
Obrtlíky králíkárny
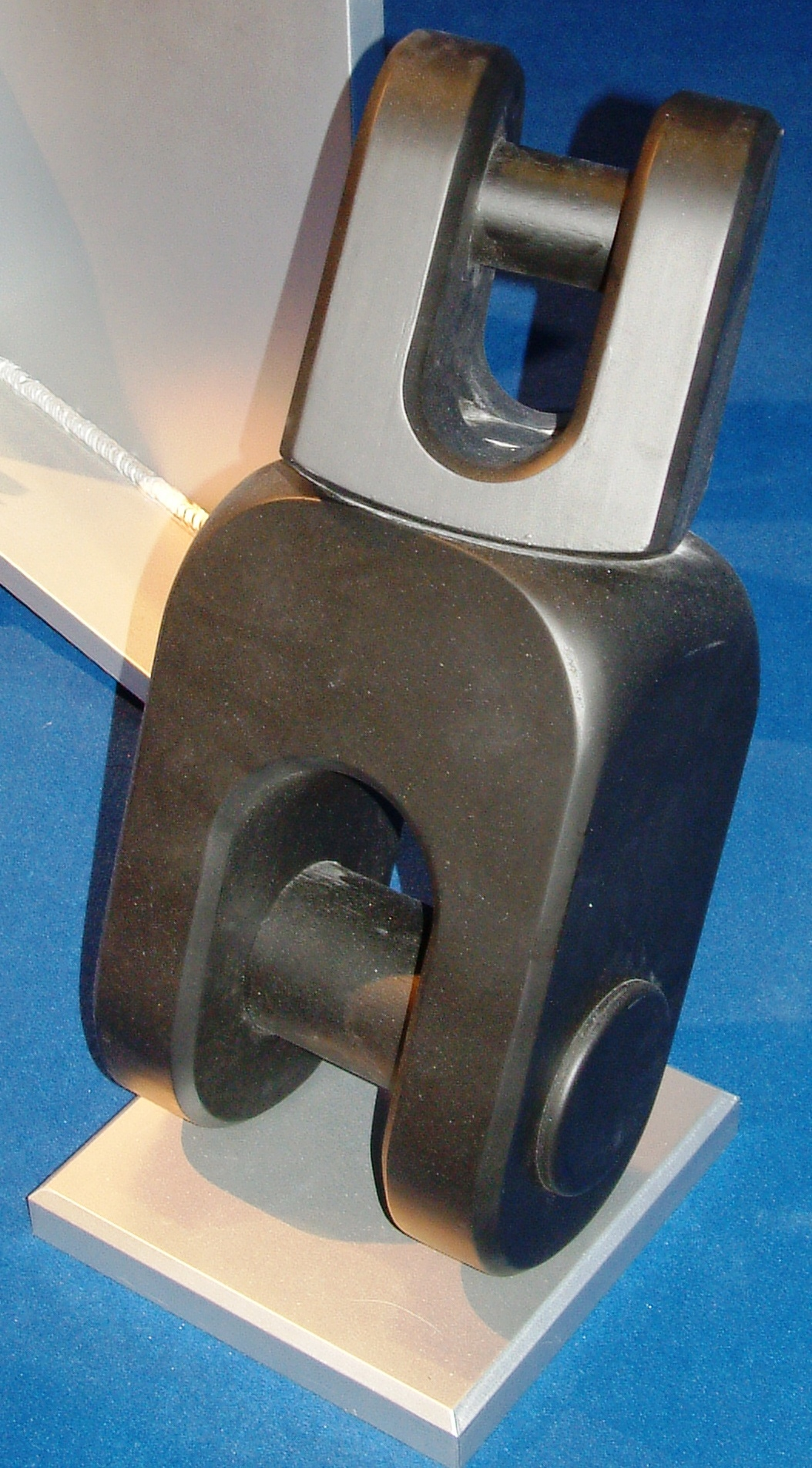
Obrtlík pro těžké řetězy